# Slättö borg
Slättö borg är en medeltida borg i Bergs socken i nuvarande Växjö kommun i Småland. Borgen är belägen på ön Slättö i Bergsjön, från ön till land är det som minst 500 m. Av borgen finns idag bara en källargrop kvar cirka 6x6 m och 2 m djup. Omkring 3 m söder om gropen finns en 1 m hög, hög ca 7x7 m till ytan. Runt hela ön löper en 4 till 5 m bred vall av jord och sten, vilken är som högst 1 m hög. Det är inte undersökt om detta är en naturlig strandvall eller inte.